# De 95 teserna

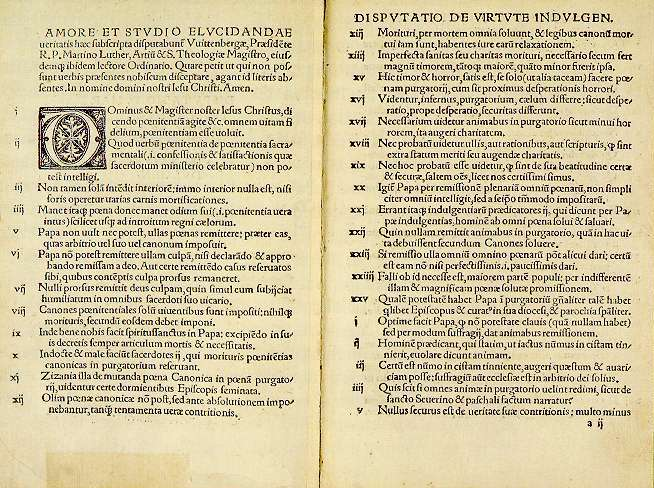
De 95 teserna

De 95 teserna, egentligen De 95 teserna om avlatens innebörd, i original på latin Disputatio pro declaratione virtutis indulgentiarum, var en diskussionsskrift av Martin Luther som han den 31 oktober 1517 skickade tillsammans med ett brev till ärkebiskopen Albrekt av Magdeburg och Mainz. Från denna dag brukar reformationens början räknas. Med teserna ville Luther inleda en öppen diskussion om avlatshandeln. Han sammanfattade här sina synpunkter på avlaten och lade fram sin egen syn på människans förhållande till Gud. Han använde också teserna till att ta upp påvens girighet till belysning.
Den  traditionella berättelsen om att han samma dag egenhändigt anslog teserna på porten till slottskyrkan i Wittenberg är ifrågasatt  och omtvistad.

## Teserna
Det här avsnittet är helt eller delvis baserat på material från  latinska Wikisource, Disputatio pro declaratione virtutis indulgentiarum.

### Diskussion angående sanningen om avlaten
Av kärlek och med viljan att klargöra kommer nedanstående att diskuteras på Wittenberg, under ordförandeskapet av kyrkoherde Fader Martin Luther, filosofie magister och helig mästare i teologi, och ordinarie universitetslektor på samma plats. Därför ombeds de som inte har möjlighet att närvara och diskutera på plats att de gör det i skrift. I vår Herre Jesus Kristi namn. Amen.
1. Vår Herre och Mästare Jesus Kristus sa "Omvänd er, osv" och menade att de troende skulle leva hela livet med omvändelse och bättring.
2. Det föregående ordet är missförstått ifall det används om sakramental omvändelse (dvs. bikt och bot, som administreras av prästerna).
3. Men det betyder inte enbart inre ånger. Ja, det finns ingen inre omvändelse om den inte utåt leder till dödande av köttet.
4. Alltså fortsätter straffet lika länge som hatet mot jaget (det är den sanna inre bättringen), det vill säga till vårt inträde i himmelriket.
5. Påven har varken viljan eller makten att efterskänka några andra straff än de som han själv har delat ut, antingen genom sin egen handlingsfrihet eller av kanonisk lag.
6. Påven kan inte förlåta någon skuld, utom genom att förklara att den har förlåtits av Gud och instämma med det, som mest kan han förlåta det som berör honom själv. I de fall detta föraktas så står skulden helt säkert kvar.
7. Gud efterskänker inte någons skuld utan att samtidigt ödmjuka och inordna honom under hans kyrkoherde, prästen.
8. Kyrkliga bestraffningar påverkar endast de levande och enligt kyrkans stadgar bör ingenting åläggas de döende.
9. Däri är den Helige Ande genom påven barmhärtig som i sina förordningar alltid har särskilda regler för de som är döende och i nöd.
10. Okunniga och onda är de präster som, åt de döende, tilldelar kyrkliga botgöringar även för skärselden.
11. Ändring av den kyrkliga boten till en bot för skärselden är ganska uppenbart ogräset som såddes medan biskoparna sov.
12. Förr kom den kyrkliga boten inte efter, men innan absolutionen, och gavs som test av sann ånger.
13. De döende frigörs genom döden från alla straff, de är redan döda från kyrkliga regler och har rätt att bli befriade från dem.
14. Brist på sundhet och kärlek hos en döende person för med sig stor rädsla, större ju mindre sundheten och kärleken är.
15. Denna rädsla och skräck är tillräcklig för att i sig själv (utan något annat) utgöra pinan av skärselden, eftersom det är mycket nära mellan ångest och förtvivlan.
16. Det verkar som att helvetet, skärselden, och himlen förhåller sig liksom förtvivlan, ångest och garanterad säkerhet.
17. Nödvändigtvis verkar det som att för själarna i skärselden minskar ångesten och den osjälviska kärleken ökar.
18. Det verkar obevisat, både genom förnuftsresonemang och genom skriften, att de är utan möjlighet till bättring, det vill säga att öka den osjälviska kärleken.
19. Inte heller verkar det bevisat att de är säkra och övertygade om sin egen salighet, åtminstone inte alla trots att vi ibland är ganska säkra.
20. När påven ger fullständig eftergift av alla straff, innebär det inte alla utan endast de straff som påven själv har delat ut.
21. Därför har avlats-predikanterna fel som säger att påvens avlat löser och räddar en man från alla straff.
22. Det går inte att lösa själarna i skärselden från något straff, som de enligt kanonisk lag måste frigöra sig ifrån i det här livet.
23. Om eftergift av vilket straff som helst skulle kunna beviljas till någon alls, så skulle det bara kunna gälla de mest perfekta, dvs mycket få.
24. Det måste vara så att en stor del av folket blir lurad av det urskillningslösa och stora löftet.
25. Samma makt som påven har i allmänhet över skärselden, har en biskop eller komminister på sätt och vis i sitt stift eller sin församling.
26. Påven gör rätt, inte i kraft av nycklarna (som han inte kan använda så), men genom sin förbön om eftergift till själarna.
27. Människoläror predikar den som säger att så fort pengarna skramlar i kistan flyger själen ut.
28. Det är säkert att när pengar klirrar i kistan kan förtjänst och girighet öka:  Kyrkans förbön ger all makt till Gud ensam.
29. Vem vet om alla själarna i skärselden vill köpas, som i legenden om Severinus och Paschal.
30. Ingen är säker på uppriktigheten i sin egen ånger, än mindre att han har fått full eftergift.
31. Lika ovanligt som riktig ånger, så ovanligt är det också att köp av avlat ger rätt resultat, alltså mycket sällsynt.
32. De kommer att fördömas för evigt, tillsammans med sina lärare, som tror sig säkra på sin frälsning genom skrivelser om förlåtelse.
33. Den gör väl som skyddar mot dem som säger att påvens avlat är en ovärderlig gåva av Gud genom vilken människan blir försonad med Gud.
34. ...för den nåd som förmedlas av denna avlat avser endast de påföljder i form av sakramental bot som fastställts av människor.
35. Ingen kristen predikan lär ut att ångern inte är nödvändig, att man kan köpa själar eller att man kan köpa biktbrev.
36. Alla kristna som verkligen ångrar sig har rätt till full eftergift av straff och skuld, även utan brev om förlåtelse.
37. Varje sann kristen, vare sig levande eller död, är del i alla välsignelser Kristus och kyrkan som beviljats honom av Gud, även utan brev om förlåtelse.
38. Den förlåtelse som däremot förmedlas av påven är på intet sätt att förakta, om det (som sagt) innebär en bekräftelse av Guds förlåtelse.
39. Det är ytterst svårt även för de mest ivriga teologer att uppmuntra folket till sann ånger samtidigt som dessa frikostiga benådningar.
40. Den sanna ångern söker och älskar straffet, men den frikostiga avlaten tar bort hotet om straff och får människor att hata, den gör det åtminstone möjligt.
41. Apostoliska benådningar ska predikas med försiktighet, så att folket inte felaktigt tror att avlaten är bättre än goda gärningar av kärlek.
42. De kristna bör undervisas att påven inte menar att köp av avlat på något sätt kan likställas med att vara barmhärtig.
43. De kristna bör undervisas att den som ger till de fattiga, eller lånar ut till de behövande gör en bättre gärning än den som köper avlatsbrev.
44. Med gärningar av kärlek ökar kärleken och människan blir bättre, men genom avlat blir inte människan bättre utan bara mer befriad från straff.
45. De kristna bör undervisas att den som ser en fattig utan att bry sig om honom men köper avlat vinner inte något av påven men får Gud själv att bli arg.
46. De kristna bör undervisas att om de inte har pengar över så ska de spara pengarna till det som är nödvändigt i hushållet, och inte under några omständigheter slösa sina pengar på avlat.
47. De kristna bör undervisas att köp av avlat är en fråga om fri vilja och inte en befallning.
48. De kristna bör undervisas att när påven erbjuder avlat så har han större behov av, och önskar sig hellre, deras fromma förböner än pengar.
49. De kristna bör undervisas att påvens avlat är nyttig om de inte förlitar sig på den, men helt och hållet skadlig, om de på grund av avlaten förlorar sin rädsla för Gud.
50. De kristna bör undervisas att om påven kände till avlatspredikanternas utpressningsmetoder så skulle han föredra att Peterskyrkan blir till aska framför att den byggs upp med hud, kött och ben av hans får.
51. De kristna bör undervisas att påven frivilligt skulle, till och med (om det behövdes), sälja Peterskyrkan och ge av sina egna pengar till vissa av dem som alla dessa avlatspredikanter övertalar att ge pengar.
52. Försäkran om frälsning genom skrivelser av nåd är förgäves, även om kommissarien för avlatsbreven, ja påven själv, skulle pantsätta sin själ för dem.
53. De är fiender till Kristus och påven, som befaller att Guds ord ska vara helt tyst i vissa kyrkor.
54. Skador åsamkas Guds Ord då, i en predikan, en lika stor eller en längre tid går åt till avlaten än Guds ord.
55. Det måste vara påvens avsikt att ifall avlaten (vilket är det minsta) rings in med en klocka, med en procession och en ceremoni, så ska evangeliet (vilket är det allra största) ringas in med hundra klockor, hundra processioner och hundra ceremonier.
56. Den kyrkans skatt ur vilken påven delar ut avlat, är inte tillräckligt omtalad eller känd bland de kristna.
57. Den är uppenbarligen en skatt utan jordiskt värde, annars hade inte alla dessa försäljare delat ut den så frikostigt utan bara samlat in den.
58. Inte heller kommer den från Kristus och helgonen, för även utan påven så ger dessa alltid nåd till den inre människan och korsfästelse, död och helvete till den yttre människan.
59. Enligt Sankt Laurentius så är kyrkans skatt de fattiga, men då menade han enligt den tidens synsätt.
60. Utan att förhasta oss säger vi att kyrkans nycklar (vunna genom Kristus förtjänst) är den skatten.
61. För det är uppenbart att när det gäller frigörelsen från straff och de förbehållna fallen så är påvens egen auktoritet tillräcklig.
62. Den verkliga skatten i kyrkan är det mest heliga evangeliet om härligheten och Guds nåd.
63. Men denna skatt är naturligt svår att acceptera för att den gör att den förste blir sist.
64. Å andra sidan är avlaten naturligt lätt att acceptera för att den gör att de sista blir först.
65. Skatterna i evangeliet är nät som man förr brukade använda till att fiska efter människor med rikedomar.
66. Skatterna i avlatsbreven är nät som man nu använder för att fiska efter rikedomar hos människor.
67. De avlatsbrev som demagoger hyllar som den största nåd är i verkligheten beskriven så för att den främjar vinning.
68. Men de är i verkligheten det allra minsta i jämförelse med Guds nåd korsets fromhet.
69. Biskopar och pastoratens präster är tvungna att släppa in påvliga kommissionärer för avlatsbreven och visa dem vördnad.
70. Men ännu mer är de skyldiga att vaka med sina ögon och öron så att inte dessa män predikar sina egna fantasier istället för uppdraget från påven.
71. Den som talar mot sanningen i den påvliga avlaten, låt honom vara bannlysning och förbannad.
72. Den som vaktar mot girigheten och betalningskravet hos avlats-predikanterna, låt honom vara välsignad.
73. Liksom påven med all rätt dundrar mot dem som orsakar skada på den påvliga avlaten...
74. ... så mycket mer kommer han dundra mot dem som tänjer på sanningen och använder avlaten som ett bedrägeri mot den heliga kärleken.
75. Att tänka att den påvliga avlaten räcker för att frikänna en man, även om han begått ett oförlåtlig synd och kränkt Guds moder, det är vansinne.
76. Vi säger tvärtom att den påvliga avlaten inte kan ta bort det minsta av mindre synder avseende på skuld.
77. Att säga att, även om Petrus var påve nu så skulle han inte kunna skänka någon större nåd är hädelse mot både Petrus och påven.
78. Vi säger tvärtom att såväl han som varje annan påve har större nåd till sitt förfogande, evangeliet, heligheten, nåden, gåvor att bota sjuka, osv enligt 1 korinthierbrevet 12.
79. Att säga att korset med påvens vapen ingraverat är likvärdigt med Kristi kors är hädelse.
80. Det är biskoparna, pastoratens präster och teologerna som låter sådana läror spridas bland folket.
81. Denna otyglade predikan om avlat gör det inte lätt ens för lärda män att skydda vördnaden för påven från förtal och illasinnat prat från lekmän.
82. Mer konkret: Varför tömmer inte påven skärselden på grund av helig kärlek och det trängande behovet hos själarna. Det vore en bättre anledning istället för att lösa in ett oändligt antal själar av en så obetydlig anledning som eländiga pengar till att bygga en kyrka?
83. Vidare: Varför fortsätter vi ha mässor och jubileumsmässor för de avlidna, och ger inte tillbaka eller tillåter tillbakatagande av donationer å deras vägnar, eftersom det är fel att be för de som redan är återlösta?
84. Vidare: Vad är denna nya fromhet från Gud och påven som låter de laglösa och onda för pengar köpa ut Guds fromma ur skärselden, istället för att befria den fromma av ren barmhärtighet på grund av själens eget behov?
85. Vidare: Varför har kyrkans stadgars ånger slutat tillämpas och genom glömska upphävts, för att ersättas med utfärdande av avlatsbrev?
86. Vidare: Varför bygger inte påven, vars förmögenhet i dag är som förmögenheten hos de rikaste, Peterskyrkan för sina egna pengar, istället för att bygga den för pengar från de fattiga troende?
87. Vidare: Vad är påvens eftergift och vilka garantier ger han till dem som genom perfekt ånger har rätt till full förlåtelse och gemenskap?
88. Vidare: Vad mer gott skulle kyrkan kunna göra än om påven skulle göra hundra gånger bättre än nu och skänka till varje troende dessa eftergifter och garantier?
89. Eftersom påven genom sina benådningar söker själars frälsning snarare än pengar, varför utökar han då inte bara de tidigare avlatsbreven så att de har samma effekt som dessa?
90. Att möta dessa argument och funderingar med våld och inte ge svar, är att göra kyrkan och påven till åtlöje för sina fiender och att göra de kristna olyckliga.
91. Om således avlaten blev predikad enligt påvens anda och tanke så skulle alla dessa tvivel snabbt sluta existera.
92. Bort då med alla de profeter som säger till folket i Kristus, "Frid, frid" där det inte finns någon frid.
93. Välsignade är alla de profeter som säger till folket i Kristus, "Kors, kors", där det inte finns något kors.
94. Uppmuntra de kristna att flitigt följa Kristus, deras huvud, genom straff, död och helveten...
95. ... och därmed att komma till himlen snarare genom många prövningar, än genom försäkran om fred.